# Vranjak Žumberački
 Vranjak Žumberački  falu Horvátországban Zágráb megyében. Közigazgatásilag Krašićhoz tartozik.

## Fekvése
Zágrábtól 40 km-re délnyugatra, községközpontjától 8 km-re északra, a Zsumberki-hegységben fekszik.

## Története
A falunak 1857-ben 38, 1910-ben 58 lakosa volt. Trianon előtt Zágráb vármegye Jaskai járásához tartozott. 2011-ben 3 lakosa volt. 

## Lakosság
| Lakosság változása | Lakosság változása | Lakosság változása | Lakosság változása | Lakosság változása | Lakosság változása | Lakosság változása | Lakosság változása | Lakosság változása | Lakosság változása | Lakosság változása | Lakosság változása | Lakosság változása | Lakosság változása | Lakosság változása | Lakosság változása |
| ------------------ | ------------------ | ------------------ | ------------------ | ------------------ | ------------------ | ------------------ | ------------------ | ------------------ | ------------------ | ------------------ | ------------------ | ------------------ | ------------------ | ------------------ | ------------------ |
| 1857               | 1869               | 1880               | 1890               | 1900               | 1910               | 1921               | 1931               | 1948               | 1953               | 1961               | 1971               | 1981               | 1991               | 2001               | 2011               |
| 38                 | 59                 | 67                 | 61                 | 48                 | 58                 | 51                 | 54                 | 33                 | 24                 | 28                 | 22                 | 18                 | 9                  | 5                  | 3                  |

## Külső hivatkozások
Krašić hivatalos oldala